# Adelina Domingues
Adelina Evangelina Domingues, nata Engargiola (Brava, 19 febbraio 1888 – San Diego, 21 agosto 2002), è stata una supercentenaria capoverdiana naturalizzata statunitense.
Detenne il titolo di decana dell'umanità dal 28 maggio 2002, con la morte di Grace Clawson, fino al suo stesso decesso, avvenuto all'età di 114 anni e 183 giorni.

## Biografia
Adelina Evangelina Engargiola nacque sull'isola capoverdiana di Brava nel 1888. Suo padre era un pilota nautico italiano, sua madre era capoverdiana di origine portoghese. Adelina sposò José Domingues nel 1906 e un anno dopo, all'età di 19 anni, a bordo della goletta David Story, viaggiò fino al Massachusetts, dove si stabilì, precisamente a New Bedfort. Lì ebbe poi quattro figli da suo marito. A causa di un cancro, José Domingues, capitano di caccia alle balene, morì nel 1950.
Domingues fu missionaria della Chiesa del Nazareno a Capo Verde e in altre parti dell'Africa ed era anche una predicatrice religiosa durante il suo soggiorno negli Stati Uniti. La Domingues credeva fermamente nel cosiddetto "sogno americano", era profondamente religiosa, aveva opinioni politiche conservatrici ed era amica di penna di Ronald Reagan quando quest'ultimo era presidente degli Stati Uniti.
Nel 1998, quando Adelina aveva già 110 anni, morì l'ultimo dei suoi quattro figli. La stessa Adelina Domingues morì il 21 agosto 2002 nella città californiana di San Diego. La Domingues, in vita, non è mai stata riconosciuta come l'essere umano vivente più longevo; a quel tempo, infatti, il titolo di "decana dell'umanità" era erroneamente attribuito alla giapponese Kamato Hongo. La Domingues poté essere riconosciuta come persona più anziana al mondo nel periodo 28 maggio-21 agosto 2002 solo nel 2012, cioè quando il caso di Kamato Hongo venne invalidato dal Gerontology Research Group.